# 骨咄祿·毗伽汗
骨咄祿·毗伽汗（?—?），西喀喇汗国第18代汗，名阿布都·哈利克，阿里·恰格雷汗的侄子，马黑木三世的弟弟。西喀喇汗国是西辽的属国，馬斯烏德二世死后，侄子阿布都·哈利克和儿子穆罕默德争位，称骨咄祿·毗伽汗。最后穆罕默德胜出，夺得汗位。
| 前任： 馬斯烏德二世 | 西喀喇汗国可汗 1170年—1171年 | 繼任： 穆罕默德 |